# Atlanta Dream

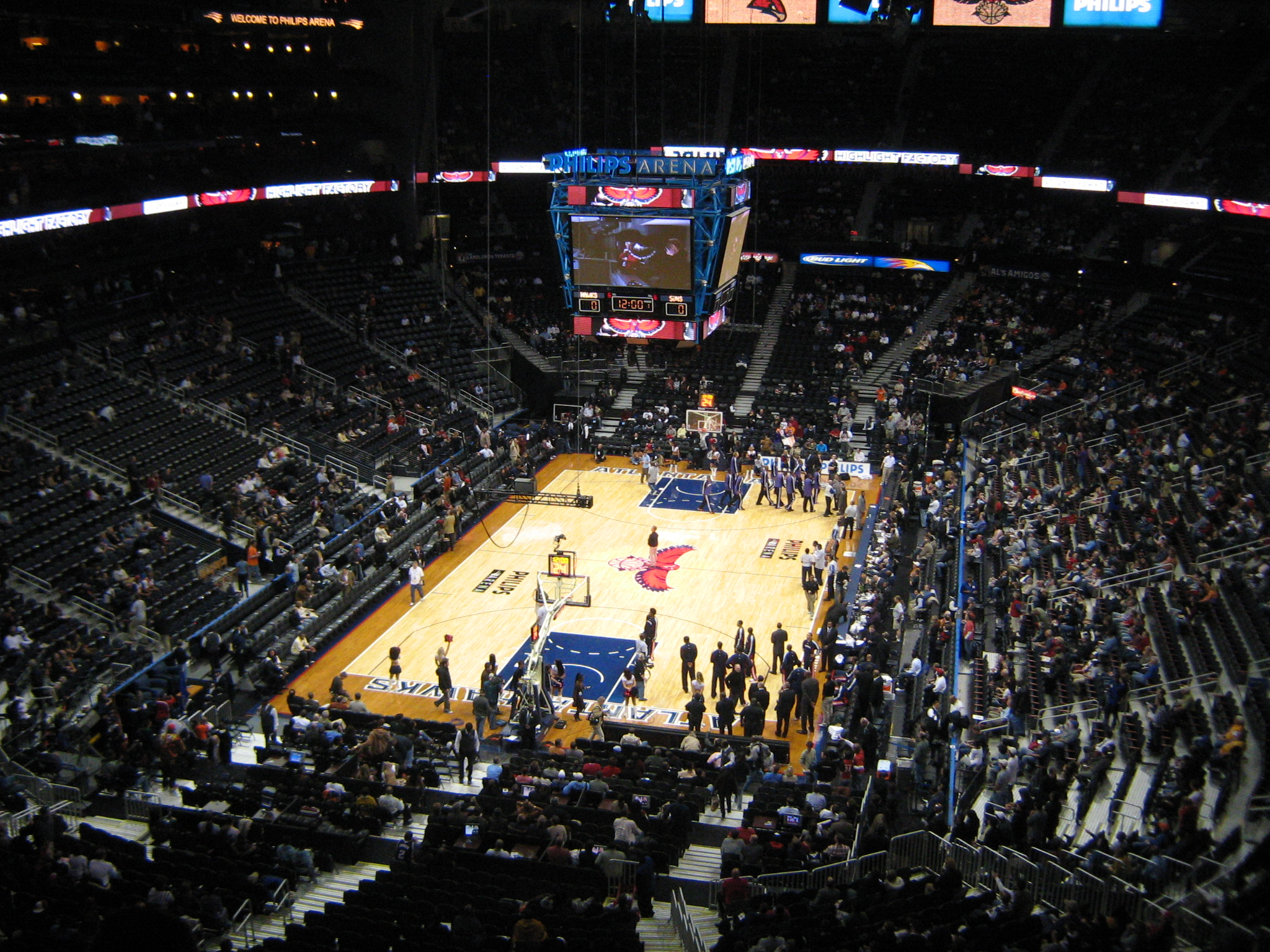
Atlanta Dream spelar sina hemmamatcher i Philips Arena.

Atlanta Dream som grundades 2007, är en basketklubb i Atlanta i Georgia som spelar i damligan WNBA sedan säsongen 2008. Teamet ägs av Dream Too LLC, som består av två Atlanta-affärskvinnor: Mary Brock och Kelly Loeffler.

## Historia
2007 startade en organisationskommitté med affärsmän och politiker en kampanj för att Atlanta skulle få med ett lag i WNBA. Men NBA-laget Atlanta Hawks stora problem med att locka publik till sina hemmamatcher var ett bekymmer för WNBA. Dock fanns det redan före den amerikanska kvinnliga basketframgången i OS i Atlanta 1996 ett intresse för ett professionellt kvinnligt basketlag från Atlanta, då från den ännu inte startade amerikanska basketligan American Basketball League (ABL). Planerna på att placera ett proffslag i Atlanta fanns så tidigt som 1995 då åtta av de tolv olympierna skulle spela i ABL-laget Atlanta Glory när ligan startade i oktober 1996. Men vare sig laget eller ligan blev någon succé, då Glory upplöstes inför den tredje och sista säsongen av ABL. Ändå nämndes Atlanta som en möjlig framtida stad inför en expansion av WNBA, fast trots alla ansträngningar blev inte planerna verkliga förrän i början av 2007.
Under sin första säsongen i WNBA, 2008, vann laget bara fyra av 34 matcher och var överlägsen jumbo. Men under den andra säsongen, 2009, lyckades man ta sig till slutspel där man dock förlorade redan i första omgången mot Detroit Shock med 0-2 i matcher. Under sin tredje säsong, 2010, lyckades laget ta sig hela vägen fram till WNBA-final mot Seattle Storm, trots att man var sista laget till slutspelet i Eastern Conference. Trots att det var jämna matcher, totalt åtta poäng skilde lagen åt i finalen, så förlorade Atlanta matchserien med 0-3.